# 早坂隆信
早坂 隆信（はやさか たかのぶ、1984年3月13日 - ）は、NHKのアナウンサー。

## 人物
宮城県仙台市出身。東北学院中学校・高等学校、筑波大学、同大学院体育研究科卒業後、2008年4月NHK入局。
主にスポーツ中継などで活躍。
2020年9月に東京アナウンス室へ異動し、2021年度はNHKニュースおはよう日本のスポーツキャスターを堀菜保子と隔週で担当していた。

## 現在の担当番組
- 宮城県・東北地方のニュース
- てれまさ（ニュースリーダー）
- 各種スポーツ中継

## 過去の担当番組
佐賀放送局時代（2008年度 - 2012年7月）
- ニュースただいま佐賀（キャスター：2011年4月 - 2012年7月）（丹沢研二と隔週交代）
- 佐賀県のニュース・中継・リポート
- NHKニュースおはよう佐賀
- ニュース佐賀845

金沢放送局時代（2012年8月 - 2016年度）
- 石川県のニュース・中継・リポート
- かがのとイブニング（不定期・リポーター）
- NHKニュースおはよう日本（西堀裕美、筒井亮太郎の代理スポーツキャスター）（2014年2月17日 - 23日）

静岡放送局時代（2017年度 - 2020年8月）
- 静岡県のニュース・中継・リポート
- たっぷり静岡（不定期、リポーター、高栁秀平の代理キャスター等）
- おはよう静岡（不定期）
- ニュースしずおか645（不定期）
- ニュースしずおか845（不定期）
- ニュースウオッチ9（一橋忠之の代理スポーツキャスター）（2019年9月9日 - 13日）

東京アナウンス室時代（2020年9月 - 2024年度）
- NHKニュースおはよう日本（祝日を除く平日スポーツキャスター：2020年9月28日 - 2022年3月25日）
  - 2020年度は武本大樹と、
  - 2021年度は堀菜保子と隔週で担当。
  - 堀菜保子の代理スポーツキャスター（2022年6月20日）
- 長野県のニュース（長野放送局の応援派遣、2022年6月21日 - 23日、9月13日 - 14日）
- ニュースウオッチ9（スポーツキャスター）（2022年10月3日 - 2023年3月31日）
  - 吉岡真央の代理スポーツキャスター（2023年5月5日、5月26日、7月28日、8月25日、9月4日 - 8日、9月11日 - 15日、10月27日、11月20日、2024年1月22日 - 26日、2月5日 - 9日、23日、26日 - 27日、3月11日、18日 - 20日）
- FIFAワールドカップ2022 - スタジオ進行
  - 開会式・開幕戦 グループA「カタール」対「エクアドル」（2022年11月20日 - 21日） -  宮本真智とともに
  - グループB「イングランド」対「イラン」（2022年11月21日） - 宮本真智とともに
  - デイリーハイライト（2022年12月18日） - 高階亜理沙とともに
- マイあさ!（2023年11月27日・11月28日、2024年8月26日・27日、上野速人の代理スポーツキャスターとして出演）
- ひるのいこい（2023年11月27日・11月28日、2024年8月26日・8月27日、上野速人の代理出演）
- 令和6年能登半島地震の災害報道対応による金沢放送局（勤務経験有）への応援派遣
  - 正午のニュース、NHKニュース7、能登半島地震石川県のニュース・ライフライン情報（2024年1月14日） - 加賀市から中継リポート
  - 正午のニュース、NHKニュース7、能登半島地震石川県のニュース・ライフライン情報、かがのとイブニング（2024年1月15日） - 七尾市から中継リポート
  - かがのとイブニング（2024年1月16日） - 金沢市から中継リポート
- 関東・甲信越のニュース・気象情報
  - 首都圏ネットワーク（リポーター・ニュースリーダー）
  - ニュース645（キャスター、祝日）

仙台放送局時代（2025年度 - ）

## 同期のアナウンサー
※は地デジ大使。
- 魚住優※（中途採用）
- 片山千恵子※
- 寺門亜衣子
- 二宮直輝
- 狩野史長
- 小西政親（営業職からアナウンサー転身2004年入局）
- 三輪秀香